# Alexandre-Eugène Bouët
Alexandre-Eugène Bouët (Bayonne, 6 dicembre 1833 – Parigi, 19 aprile 1887) è stato un militare francese. Fu governatore della Guyana francese nel 1877 e nel 1879.

## Biografia
Fu ammesso all'accademia militare di Saint Cyr nel 1852 e si arruolò in fanteria due anni dopo.
Promosso colonnello nel 1875, fu nominato comandante militare della Guyana francese nel 1877. Fu nominato governatore della Guyana ad interim lo stesso anno, dopo la partenza del colonnello Loubère, e di nuovo dal 3 agosto 1879 al 31 dicembre 1879, durante il proconsolato del capitano di vascello Huart. Dopo il suo ritorno in Francia, il colonnello Bouët prestò servizio come ufficiale comandante del 4º reggimento di fanteria di marina dal 1880 al 1884.
Dopo la promozione a generale di brigata, fu ispettore generale aggiunto della fanteria di marina dal 1882 al 1883 e poi comandante superiore delle truppe nella Cocincina francese dal 1883 al 1885. A capo delle truppe impegnate nel protettorato francese del Tonchino nel 1883, combatté con successo contro le Bandiere nere, ma entrò in contrasto con il commissario generale del governo francese Jules Harmand, che lo fece rientrare in Francia nel 1885. In seguito fu nuovamente ispettore generale aggiunto delle truppe di fanteria di marina fino alla sua morte.